# Solomys salamonis
Solomys salamonis is een knaagdier uit het geslacht Solomys dat voorkomt op Nggela Sule in de Florida-eilanden, een eilandengroep tussen Santa Isabel, Malaita en Guadalcanal in de Salomonseilanden. De soort is van slechts één exemplaar bekend, dat aan het eind van de 19e eeuw is gevangen.
S. salamonis is de kleinste soort van zijn geslacht. Hij is asgrijs van kleur. Hoewel enkele expedities in de Florida-eilanden hebben bevestigd dat de lokale bevolking een grote rat kende (waarschijnlijk S. salamonis), zijn er geen andere exemplaren gevangen. Omdat er weinig bos over is op de Florida-eilanden is deze soort mogelijk uitgestorven.
Solomys ponceleti · Solomys salamonis · Solomys salebrosus · Solomys sapientis · Solomys spriggsarum